# 結婚記念日 (映画)
『結婚記念日』（Scenes From A Mall）は、1991年のアメリカ合衆国のコメディ映画である。ウディ・アレン、ベット・ミドラー主演。ポール・マザースキー監督作品。

## ストーリー
クリスマス・シーズンのある日、ロサンゼルス郊外の高級住宅地。セラピストで本も出しているデボラ（ベット・ミドラー）と、テニス関係の販売に関する法曹関係の仕事をしているニック（ウディ・アレン）のシェイファー夫妻は、サムとジェニファーという二人の子供をスキー旅行に送り出したあと、16年目（同棲時代を入れると17年目）の結婚記念日のパーティの準備に取りかかる。
ロサンゼルス市内にある、高級専門店が並ぶショッピング・モール（ビバリー・センター）に買い物に行くが、そこも様々な大道芸人や歌い手などがいてクリスマス気分が盛り上がる。二人はスシの持ち帰りセットを買い、デボラはニックに新しいサーフボードを、ニックはデボラにクラシックな写真用額縁をプレゼントする。
しかし、アイスクリームを食べているうちに、ニックはデボラに自分の浮気の話をし始め、口論になり、結婚記念日は中止という電話をパーティ参加者にかけまくる。そして二人はマルガリータを飲みながら離婚の財産分与の相談をする。
だがその後、ショッピング・センターの中にある映画館に入って、昔見た映画『サラーム・ボンベイ！』を見ているうちに興奮しはじめ、二人の仲は戻り、結婚記念日はやはりすることにする。
ところが今度は妻のデボラが自分の浮気の話をはじめ、ニックは離婚する決意をするが、お互いに変な服を笑い合って、エスカレーターの途中で和解のキスをする。
そういった本筋の間に、サーフボードの置き忘れ、車の行方不明、薬局でのデボラの失神、スシセットの買い直しなど、様々なことが起きるが、基本的に話の舞台はほとんどビバリー・センターから出ることがなく、店内の様々なショップが紹介される（実際にはほとんどがニューヨークのスタジオで撮影された）。